# Jacob Louis van Deventer
Sir  Jacob Louis van Deventer (Oranje Szabadállam, 1874. – Dél-afrikai Unió, 1922. ?) búr katona, gerillavezér, majd a Dél-afrikai Unió tábornoka az első világháború idején.

## Élete
Van Deventer az Oranje Szabadállam területén született az 1870-es évek első felében, Dél-Afrikában. A Második búr háború idején az egyik búr gerillacsapat vezetője. A vereség után néhány évvel létrejött új állam, a Dél-afrikai Unió hadseregének egyik vezető főtisztje lett, tábornoki rangban szolgált.
Az első világháború kitörésével a Dél-afrikai Unió is fegyvert fogott, mint a Brit Nemzetközösség tagja. Deventer először 1914-1915. között Német Délnyugat-Afrikában szolgált. Az ő általa vezetett dél-afrikai csapatok verték meg a búrok vezette Maritz-felkelés támogatására betörő német csapatokat a kakamasi csatában. A Délnyugat-afrikai hadjáratot követően részt vett a dél-afrikai katonák Német Kelet-Afrikába elleni hadjáratában. Itt ironikusan a búr gerillavezérnek a gerilla hadviselés egyik nagy mesterével, a német nemes Paul von Lettow-Vorbeckkel kellett megküzdenie. Deventernek sikerült eredményeket elérnie a németek ellen harcolva, azonban  a Kelet-Afrikában megmaradt német erők a háború végéig kitartottak és csak a fegyverszünet után adták meg magukat.
Van Deventert szolgálataiért lovaggá ütötték és a háború után 1922-ben halt meg.